# Örgryte IS
Az Örgryte IS, teljes nevén Örgryte Idrottsällskap, sokszor ÖIS egy svéd labdarúgócsapat. A klubot 1887-ben alapították, székhelye Göteborgban van. A klub nevéhez fűződik az első svédországi labdarúgó-mérkőzés, amelyet 1–0-ra megnyert az IS Lyckans Soldater ellen. A csapat stadionja a Gamla Ullevi. 
Az Örgryte eddigi fennállása alatt 12 bajnoki címet és egy kupagyőzelmet szerzett, igaz, bajnok legutoljára csak 1985-ben tudott lenni. 
A klub legnagyobb riválisai a szintén göteborgi IFK és a GAIS. Az IFK elleni mérkőzéseken nem ritka a negyvenezres nézőszám sem. Erre tekintettel ezeket a mérkőzéseket a Gamla Ullevinél nagyobb Nya Ulleviben játsszák.
Legnagyobb szurkolói klubja az ÖIS Supporterklubb Balders Hage. A csapatnak van még több szurkolói csoportja is, ezek közül a legnagyobb az Inferno Örgryte.

## Jelenlegi keret
2017. január 23. szerint.
| #  |      | Poszt | Név                |
| -- | ---- | ----- | ------------------ |
| 1  | Svéd | K     | Stojan Lukić       |
| 2  | Svéd | V     | David Johansson    |
| 3  | Svéd | CS    | Johan Elmander     |
| 5  | Svéd | V     | Johan Hammar (csk) |
| 6  | Svéd | V     | Hannes Sahlin      |
| 7  | Svéd | KP    | Daniel Sliper      |
| 8  | Svéd | KP    | Andreas Östling    |
| 10 | Svéd | CS    | Dardan Mustafa     |
| 11 | Svéd | CS    | William Atashkadeh |
| 12 | Svéd | K     | Kristoffer Björk   |
| 14 | Svéd | KP    | Daniel Paulson     |

| #  |         | Poszt | Név                    |
| -- | ------- | ----- | ---------------------- |
| 17 | Svéd    | KP    | Emil Skogh             |
| 18 | Svéd    | V     | Jacob Ericsson         |
| 19 | Svéd    | KP    | Rasmus Božič           |
| 20 | Svéd    | KP    | Sebastian Carlsén      |
| 22 | Uganda  | KP    | Martin Kayongo-Mutumba |
| 24 | Svéd    | V     | Fredrik Björck         |
| 27 | Svéd    | KP    | Jens Cajuste           |
| 28 | Svéd    | KP    | Andreas Berndtsson     |
| 29 | Svéd    | V     | Danny Ervik            |
| 44 | Kamerun | KP    | Alexis Kada            |

## Ismertebb játékosok
- Afonso Alves
- Ailton Almeida
- Paulinho Guará
- Sammy McIlroy
- Marcus Allbäck
- Sören Börjesson
- Johan Elmander
- Gunnar Gren
- Markus Johannesson
- Örjan Persson
- Sven Rydell
- Agne Simonsson
- Ola Toivonen
- Hugo Perez

## Sikerek
- Bajnokság:
  - Győztes (12): 1896, 1897, 1898, 1899, 1902, 1904, 1905, 1906, 1907, 1909, 1913, 1985
- Superettan:
  - Győztes (1): 2008
- Svenska Cupen:
  - Győztes (1): 1999–2000
  - Döntős (1): 1997–98
- Svenska Serien:
  - Győztes (4): 1910, 1911–12, 1920–21, 1923–24
  - Második (3): 1912–13, 1913–14, 1916–17
- Fyrkantserien:
  - Második (2): 1918, 1919
- Svenska Mästerskapet:
  - Győztes (11): 1896, 1897, 1898, 1899, 1902, 1904, 1905, 1906, 1907, 1909, 1913
  - Második (5): 1897 (tartalékcsapat), 1900, 1901 (tartalékcsapat), 1912, 1915
- Corinthian Bowl:
  - Győztes (7): 1906, 1907, 1908, 1909, 1911, 1912, 1913
  - Második (1): 1910
- Svenska Fotbollspokalen:
  - Győztes (2): 1903 I, 1903 II

## Külső hivatkozások
- Hivatalos weboldal
- A szurkolói klub hivatalos weboldala